# しのけん
しのけん（本名：篠崎健二、1973年9月29日- ）は、日本のパチスロ関連ライター。東京都出身。パチスロ攻略マガジン所属。

## 略歴
高校卒業と同時にスロプロの道へ進み、現在も稼働を続ける。1995年にパチスロ攻略マガジン（双葉社）の誌上プロとして、日々の立ち回りを綴った「喰うならやらねば！」の連載を開始。現在はパチスロ攻略マガジン他、テレビ・WEB動画・新聞など多方面で活躍しつつも、現場至上主義を貫く生粋のプロとして読者から支持を得ている。
誌上プロとしてデビュー後の1995年9月に、漫画誌パチスロコミック(笠倉出版社)にて自身が主人公である漫画「スロッターブルース」の連載がスタート。実在するパチスロライターが漫画の主人公となる初の試み。
1997年11月にテレビ朝日「トゥナイト2」にてプロスロッターとして地上波に出演。
1998年7月衛星放送にて「旅打ち」がスタート。全9回を超える人気シリーズとなりビデオ化もされた。8月に週刊大衆(双葉社)に旬な機種を紹介する「パチスロの達人」連載スタート。
1999年2月、パチスロ攻略マガジン兄弟誌パチスロ攻略マガジン龍(双葉社発行)にて「ねじまきレシピ」連載スタート。模索実戦の原型となる。11月「喰うならやらねば足跡集」発売。
2000年6月スカパー専門チャンネル「BIGチャンネル」にて「パチスロ攻略TV俺に任せろ」出演。タレント矢部美穂と共演を果たす。同月漫画スロッターブルースの単行本として「プロスロッターしのけん」(笠倉出版社)が発売。スロット漫画初の単行本化となる。
2001年7月、単行本として「プロスロッターしのけん」第2巻発売。8月、月刊ビジネス誌「BIG tomorrow」(青春出版社)にて「ギャンブル最強の法則」にて紹介される。11月パチマガスロマガ携帯サイトにてコラム「徒然草」連載スタート。12月スロマガDVD「しのけんの1日に密着」企画出演。
2002年1月、実戦日記「喰うならやらねば」を休載。3月、「ねじまきレシピ」が「喰うならやらねば」に変化。5月スロマガ増刊エキスパート2にて「しのけん」漫画掲載、監修を担当。8月スロマガ本誌のメダル製造業者取材企画と連動し、しのけんコインを作成。同月に発売された「喰うならやらねば足跡集2巻」購入者へしのけんコインを全員プレゼントとする。10月、BIGチャンネルから改名されたパチテレ！にて「厳選カタログ」実戦収録。話題機種の出目と演出を2時間ノーカットで流し続ける斬新な企画。同月創刊されたスロマガコミックV7(双葉社)にて漫画「しのけん」連載スタート。監修を担当。
2003年2月、単行本「プロスロッターしのけん」第3巻(笠倉出版社)発売。4月、スポーツニッポンにて新機種紹介記事「打つなら読まねば」スタート。6月写真週刊誌FLASH(光文社)にて「パチスロプロの自分的打法」を寄稿。8月携帯サイト「パチランド」にて「プチ日記」をスタートさせる。10月漫画「しのけん」単行本発売。
2004年5月東京上野に存在していたパーラー「スターホール」にて2週間全台の設定を管理する「パーラーしのけん」企画を行ない、後のライター来店イベントの先駆けとなる。
2005年2月漫画「しのけん」単行本第2巻発売。3月、パチスロ攻略マガジン龍にて1号限りの稼働日記復活。6月、パチスロ攻略マガジンにて稼動日記「喰うならやらねば」復活。9月、漫画「しのけん」単行本3巻(双葉社)発売。
2006年9月、日記単行本「喰うならやらねば足跡集」第3巻(双葉社)発売。

## 出演
- 「S-1 GRAND PRIX」（パチンコ×パチスロTV)
- 「もっと喰うなら言わねばchange」(サイトセブンTV)

## 単行本
- しのけんの喰うならやらねば足跡集（1～3巻）　双葉社
- 漫画プロスロッターしのけん(1～3巻)　笠倉出版
- 漫画しのけん(1～3巻)　双葉社